# Pas vu, pas pris (film, 1972)
Pour les articles homonymes, voir Pas vu, pas pris.
Série Franchise Dexter Riley
L'Ordinateur en folie
(1969) L'Homme le plus fort du monde
(1975)
Pour plus de détails, voir Fiche technique et Distribution.
Pas vu, pas pris (Now You See Him, Now You Don't) est un film américain réalisé par Robert Butler, sorti en 1972.

## Synopsis
Un étudiant chimiste du Medfield College invente un vaporisateur qui rend les vêtements invisibles. Dexter Riley est ce jeune chimiste mais il a été aidé par ses amis Schuyler et Debbie, tous excellents élèves. Un groupe de voleurs découvre cette invention et cherche à s'en servir pour leurs délits. Ce gang de malfaiteurs, mené par A.J. Arno prévoit de dérober l'argent d'une banque. Les jeunes étudiants sont poursuivis par les malfaiteurs et en cherchant à fuir Dexter utilise son vaporisateur durant un tournoi de golf devant le président de son établissement.

## Fiche technique
Sauf mention contraire, les informations proviennent des sources suivantes : Leonard Maltin, Mark Arnold, IMDb et Allociné
- Titre original : Now You See Him, Now You Don't
- Titre français et québécois : Pas vu, pas pris
- Réalisation : Robert Butler, assisté de Christopher Hibler et de Arthur J. Vitarelli (directeur 2e équipe)
- Scénario : Joseph L. McEveety, d'après une histoire de Robert L. King
- Photographie : Frank V. Phillips
- Musique : Robert F. Brunner
- Direction artistique : John B. Mansbridge et Walter H. Tyler
- Décors : Emile Kuri et Frank R. McKelvy
- Costumes : Chuck Keehne et Emily Sundby
- Photographie : Frank V. Phillips
- Son : Robert O. Cook, Dean Thomas
- Montage : Cotton Warburton
- Production : Ron Miller
  - Production associée : Joseph L. McEveety
- Société de production : Walt Disney Productions
- Société de distribution : Buena Vista Distribution Company <samll>(États-Unis)</samll>
- Budget : n/a
- Pays de production :  États-Unis
- Langue originale : anglais
- Format : couleur (Technicolor) — 35 mm — 1,75:1 — son : Mono (RCA Sound Recording / Westrex Recording System)
- Genre : comédie, science-fiction
- Durée : 88 minutes
- Dates de sortie[5] :
  - États-Unis : 12 juillet 1972
  - France : 5 avril 1973
- Classification :
  - États-Unis : tous publics (G - General Audiences)
  - France : tous publics

## Distribution
- Kurt Russell (VF : Richard Darbois) : Dexter Reilly
- Cesar Romero (VF : Raymond Loyer) : A.J. Arno
- Joe Flynn (VF : Roger Carel) : Dean Eugene Higgins
- Jim Backus : Timothy Forsythe
- William Windom : Professeur Lufkin
- Michael McGreevey (VF : Bernard Murat) : Richard Schuyler
- Ed Begley Jr. : Druffle
- Richard Bakalyan (VF : Francis Lax) : Cookie
- Joyce Menges : Debbie Dawson
- Alan Hewitt : Dean Edgar Collingswood
- Kelly Thordsen : Cassidy (sergent de police)
- Bing Russell : Alfred
- George O'Hanlon : Ted (garde de la banque)
- John Myhers : Golfeur
- Pat Delaney : Winifred Keesely (secrétaire d'Higgins)
- Robert Rothwell : Conducteur
- Frank Welker : Henry
- Edward Faulkner (non-crédité) : Mike (garde de la banque)

Source : Leonard Maltin, Dave Smith, Mark Arnold et IMDb

## Sorties cinéma
Sauf mention contraire, les informations suivantes sont issues de l'Internet Movie Database
- Canada : 7 juillet 1972 (Edmonton[6], Ontario)
- États-Unis : 12 juillet 1972, 23 août 1972 (New York, New York)
- Royaume-Uni : 30 juillet 1972
- Japon : 23 décembre 1972
- France : 5 avril 1973
- Suède : 9 avril 1973
- Finlande : 20 avril 1973
- Italie : 10 mai 1973
- Allemagne de l'Ouest : 11 mai 1973
- Irlande : 3 août 1973
- Pays-Bas : 11 octobre 1973
- Brésil : 1974
- Danemark : 22 avril 1974
- Mexique : 31 octobre 1974
- Uruguay : 12 février 1975 (Montevideo)

## Sorties vidéo
Sauf mention contraire, les informations suivantes sont issues de l'Internet Movie Database
- Grèce : 4 mai 2004 (DVD)

## Origine et production
Pas vu, pas pris fait partie d'une série qui se déroule dans le même établissement et reprend plusieurs personnages similaires, IMDb. L'opus précédent est L'Ordinateur en folie (1969), avec Kurt Russell dans le rôle de Dexter Riley. Le film utilise l'établissement universitaire américain de fiction Medfield College, présent dans plusieurs productions de Walt Disney Productions dont Monte là-d'ssus (1961) et Après lui, le déluge (1963). William Schallert ne fait plus partie de la distribution et est remplacé par William Windom. L'acteur Richard Bakalyan joue Cookie dans Pas vu, pas pris, l'homme de main d'A.J. Arno, rôle nommé Chillie dans L'Ordinateur en folie. Mike Evans joue dans le film alors qu'il vient juste de devenir un acteur récurrent de la série télévisée All in the Family et avant d'entamer la série The Jeffersons. Jim Backus participe au premier des deux films qu'il fera chez Disney, l'autre étant Peter et Elliott le dragon (1977) malgré cela il participe à l'émission The Mouse Factory. L'acteur Joe Flynn arbore une chevelure grisonnante alors qu'elle redevient brune dans l'opus suivant, L'Homme le plus fort du monde (1975).

## Sortie et accueil
La première mondiale du film a eu lieu le 7 juillet 1972 à Edmonton au Canada. Une adaptation du film avec des illustrations a été publiée dans le magazine Walt Disney Comics Digest numéro 37 d'octobre 1972. Une version en bande dessinée écrite par Frank Reilly et dessinée par John Uslher a  été publiée dans Walt Disney's Treasury of Classic Tales du 2 avril 1972 au 25 juin 1972.
Howard Thompson dans  le New York Times donne une critique négative du film motivée ainsi « Maintenant, avec tout le respect dû à l'intuition et au jugement des enfants, nous pouvons vous proposer qu'ils essaient maintenant l'original, si ce n'est déjà fait. Que diriez-vous de L'Homme invisible authentique à la télévision? Il y a de grandes moments de joie et de sérieux, les enfants. Et en plus encore à imaginer. » Jennie Punter dans Variety est plus positive et écrit que « Pratiquement tous les éléments créatifs clés qui au début des années 1970 ont permis L'Ordinateur en folie se retrouvent dans Pas vu, pas pris. »
Le film a été diffusé dans l'émission The Wonderful World of Disney le 26 octobre 1975 sur NBC puis en 1978 et en 1981. Le film a été édité en vidéo en 1986.

## Suites
- L'Ordinateur en folie (The Computer Wore Tennis Shoes) réalisé par Robert Butler, sorti en 1969
- Pas vu, pas pris (Now You See Him, Now You Don't) réalisé par Robert Butler, sorti en 1972
- L'Homme le plus fort du monde (The Strongest Man in the World) réalisé par Vincent McEveety, sorti en 1975
- Le Cerveau artificiel (The Computer Wore Tennis Shoes) réalisé par Peyton Reed, sorti en 1995 (remake TV de "L'Ordinateur en folie")